# 圣锡罗

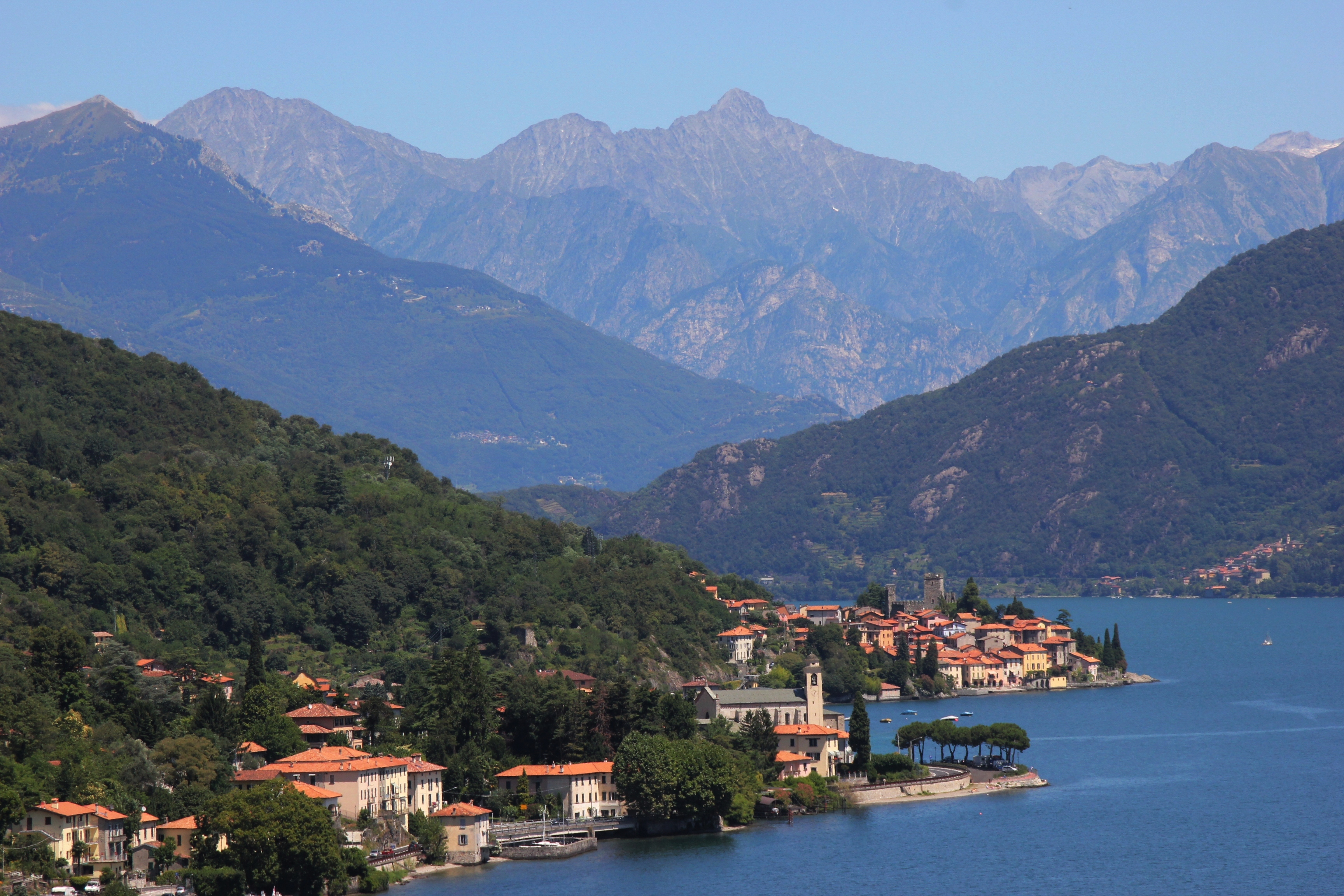
湖边风景

圣锡罗（義大利語：San Siro）是意大利伦巴第大区科莫省的市镇。位于科莫湖西岸，梅纳焦的北面及克雷米亚的南面。面积为18.55平方公里，人口数量为1,804人（2010年）。